# Костур (Крива Паланка)
Костур (мкд. Костур) је насеље у Северној Македонији, у крајње североисточном делу државе. Костур је у оквиру општине Крива Паланка.

## Географија
Костур је смештен у крајње североисточном делу Северне Македоније. Од најближег већег града, Куманова, село је удаљено 80 km источно.
Село Костур се налази у историјској области Славиште. Насеље је положено високо, на северним падинама Осоговских планина, на око 1.000 метара надморске висине.
Месна клима је планинска због знатне надморске висине.

## Становништво
Костур је према последњем попису из 2002. године имао 38 становника. Од тога огромну већину чине етнички Македонци (100%).
Претежна вероисповест месног становништва је православље.